# نيكولاس لوفراني
نيكولاس لوفراني (بالفرنسية: Nicolas Loufrani)‏ (ولد في 17 ديسمبر 1971 في سور سين، فرنسا) وهو المدير التنفيذي لشركة Smiley ، والتي تمتلك العلامة التجارية وحقوق الطبع والنشر الخاصة بوجه سمايلي والاسم في أكثر من 100 دولة.

## شركة Smiley
في لندن عام 1996، بدأ نيكولاس لوفراني وأبيه، الصحفي الفرنسي فرانكلين لوفراني، شركة Smiley للترخيص، واستعادا جميع حقوق العلامة التجارية التي كانت موجودة مسبقًا حيث احتفظ فرانكلين لوفراني بشعار Smiley منذ عام 1971.

## تنمية العلامة التجارية Smiley
قام نيكولاس لوفراني بتوسيع تسجيل اسم العلامة وبدأ في ربط الشعار بالاسم على نحو أوثق عن طريق إنشاء هوية تجارية جديدة للعلامات والتغليف والفهارس ومقالات مشابهة. وقام أيضًا بإعداد تمثيل في جميع أنحاء العالم وقدم الدعم لكل شركاء الترخيص، من خلال إستراتيجية العلامة التجارية الشاملة لمصطلح الطاووس. كان الهدف هو إنشاء شعار على نفس مستوى الشعارات الشهيرة الأخرى مثل علامة نايكي أو تمساح لاكوست.

## الرموز الرسومية
في عام 1997 أدرك نيكولاس لوفراني  التطور في استخدام رموز الشفرة القياسية الأمريكية لتبادل المعلومات خلال التقنية المتنقلة وبدأ في اختبار الوجوه المبتسمة المتحركة، بهدف إنشاء رموزًا ملونة تتوافق مع رموز الشفرة القياسية الأمريكية لتبادل المعلومات الموجودة سابقًا والمصممة من علامات الترقيم العادية، لتعزيزها للحصول على استخدام أكثر تفاعلاً بشكل رقمي. ومن هنا قام لوفران بتجميع قاموس مصطلحات تعبيرية عبر الإنترنت  المصنف إلى فئات منفصلة - كلاسيكيات وتعبيرات مزاجية والأعلام والاحتفالات والمرح والرياضة والطقس والحيوانات والطعام والأمم والمهن والكواكب ودائرة الأبراج والأطفال وتلك التصميمات التي تم تصميمها أول مرة في عام 1997 في مكتب حقوق الطبع والنشر بالولايات المتحدة ثم نشر هذه الرموز كملفات بتنسيق جي آي إف على الويب في عام 1998، لتصبح الرموز الرسومية الأولى المستخدمة في التقنية على الإطلاق.
في عام 2000، توفر دليل التعبيرات الذي وضعه لوفراني للمستخدمين لتنزيله على الهواتف المحمولة على الإنترنت خلال موقع ويب smileydictionary.com الذي جمع أكثر من 1000 رمز رسومي مبتسم وإصدارات رموز الشفرة القياسية الأمريكية لتبادل المعلومات. تم نشر هذا الدليل نفسه في عام 2002 في كتاب بواسطة مرابوط يسمى Dico Smileys.
في عام 2001 شركة Smiley شركة سمايلي بدأت ترخيص الحقوق للرموز الرسومية الخاصة بلوفرلتستخدم في تنزيلات الهواتف المحمولة عن طريق مجموعة متنوعة من شركات الاتصالات المختلفة بما في ذلك Nokia وMotorola وSamsung وSFR (vodaphone) وSky Telemedia.

## نزاع Wal-Mart
في عام 2001 دخلت شركة Smiley في نزاع قانوني طويل في الولايات المتحدة مع العلامة التجارية الموجودة بالسوق وول مارت التي أدعت أنها مالكة حقوق العلامة التجارية التصويرية الأصلية. ولا ينطوي هذا النزاع على أي خلاف على حقوق الرموز التي قام نيكولاس لوفراني بابتكارها أو اسم العلامة التجاريةSmiley. تمت تسوية القضية في النهاية بين الطرفين في عام 2010، أمام محكمة فيدرالية في شيكاغو، بشروط غير معلنة.
كان لأعمال الشركة السابقة إلى جانب الانطباع الذي تركته قضية المحكمة سببًا في لفت الأنظار إلى شعار Smiley، ما أدى إلى منح ترخيص لشركاء جدد بمنتجات تحمل العلامة التجارية مثل الملابس والعطور والمخمل والأدوات المكتبية والقيام بحملات ترويجية.

## SmileyWorld Association
في عام 2005 أنشأ لوفراني جمعية خيرية، SmileyWorld Association (SWA). ثم اتخذ نيكولاس لوفراني القرار بتسويق المنتجات الأخلاقية، باستخدام القطن العضوي للملابس وتوفير مصادر التجارة العادلة وعن طريق تقديم بعض أرباح الشركة إلى SmileyWorld Association.

## الشراكات والمتاجر الأساسية
أنشأ نيكولاس لوفراني شراكات مع مصممين رفيعي المستوى مثل تومي هيلفيجر وأو إتو وجين تشارلز دي كاستلباجاك، وبدأت "Smiley" في الظهور في متاجر أساسية مشهورة مثل Colette بباريس وFred Segal بلوس أنجلوس وHenry Bendel بنيويورك وStierblut في ميونخ
في ديسمبر عام 2011، تم افتتاح متجر Smiley الأول الأساسي، في لندن.

## التصنيف المالي
تعتبر شركة Smiley واحدة من أكبر 100 شركة ترخيص في العالم وبلغ حجم مبيعاتها 167 مليون دولارًا في عام 2012.